# Taboo Tuesday
Taboo Tuesday è stato un pay-per-view di wrestling organizzato annualmente dalla World Wrestling Entertainment tra il 2004 e il 2005. Nel 2006 è stato rimosso dal calendario e sostituito da Cyber Sunday.

## Format
L'evento veniva trasmesso di martedì (da cui il nome Taboo Tuesday), collocazione atipica per un pay-per-view di wrestling.
Taboo Tuesday era un evento interattivo: il pubblico poteva infatti decidere da casa, votando sul sito WWE.com, alcuni aspetti degli show, come i partecipanti o le stipulazioni speciali degli incontri.

## Edizioni
| Edizione        | Data             | Città     | Sede           | Main event                                  |
| --------------- | ---------------- | --------- | -------------- | ------------------------------------------- |
| 2004 (Dettagli) | 19 ottobre 2004  | Milwaukee | Bradley Center | Randy Orton vs. Ric Flair                   |
| 2005 (Dettagli) | 1º novembre 2005 | San Diego | iPayOne Center | John Cena vs. Kurt Angle vs. Shawn Michaels |